# مردم موسی
قوم موس یا موسی (به انگلیسی: Mossi people) یک گروه قومی گور هستند که بومی بورکینافاسوی امروزی و عمدتاً حوزه رودخانه ولتا می‌باشند. مردم موسی بزرگ‌ترین گروه قومی در بورکینافاسو هستند که ۵۲٪ از جمعیت، یا حدود ۱۱٫۱ میلیون نفر را تشکیل می‌دهند. ۴۸٪ دیگر جمعیت بورکینافاسو از بیش از ۶۰ گروه قومی، عمدتاً گورونسی، سنوفو، لوبی، بوبو، بیسا و فولانی، تشکیل شده است. موسی به زبان مور صحبت می‌کنند.

## تاریخچه
قوم موسی اصالتاً اهل بورکینافاسو هستند، اگرچه تعداد قابل توجهی از موسی‌ها در کشورهای همسایه، ازجمله بنین، ساحل عاج، غنا، مالی و توگو زندگی می‌کنند. در سال ۲۰۲۲، جمعیت تخمینی بورکینافاسو بیش از ۲۰ میلیون نفر بود که بیش از ۱۱ میلیون نفر از آنها موسی هستند. ۲ میلیون موسی دیگر در ساحل عاج زندگی می‌کنند.

### ریشه‌ها
طبق سنت‌های شفاهی، خانواده موسی حاصل ازدواج یک شاهزاده خانم مامپروسی/داگومبا به نام یننگا و یک شکارچی ماندِه هستند.
یننگا یک شاهزاده خانم جنگجو، دختر پادشاه نا گبوا، در شمال غنای امروزی بود. مقبره گبوا در پوسیگا در منطقه شرق علیای غنا واقع شده است. سنت‌ها می‌گویند که او هنگام کاوش در قلمرو خود با اسب، راه خود را گم کرد و توسط ریاله، یک شکارچی تنها از قبیله مانده، نجات یافت. آنها ازدواج کردند و پسری به نام اوئدرائوگو به دنیا آوردند که به‌عنوان پدر قوم موسی شناخته می‌شود.

### امپراتوری موسی
اگرچه سوابقی از قوم موسی وجود دارد که عمدتاً با استفاده از خط عجمی نوشته شده‌اند، اما تاریخ قوم موسی تا حد زیادی به‌صورت شفاهی حفظ شده است. این بدان معناست که تعیین تاریخ دقیق مبدأ غیرممکن است. با این وجود، مورخان آغاز وجود آنها به‌عنوان یک دولت را به قرن یازدهم نسبت می‌دهند. قوم موسی به لطف تسلط بر اسب توانستند سرزمین‌های وسیعی را فتح کنند، یک امپراتوری مرفه ایجاد کنند و تا زمان فتح پادشاهی‌های موسی توسط فرانسوی‌ها، صلح را در منطقه حفظ کنند. گسترش امپراتوری موسی در قرن نوزدهم با آغاز استعمار شدید توسط فرانسوی‌ها متوقف شد.

### دوران استعمار

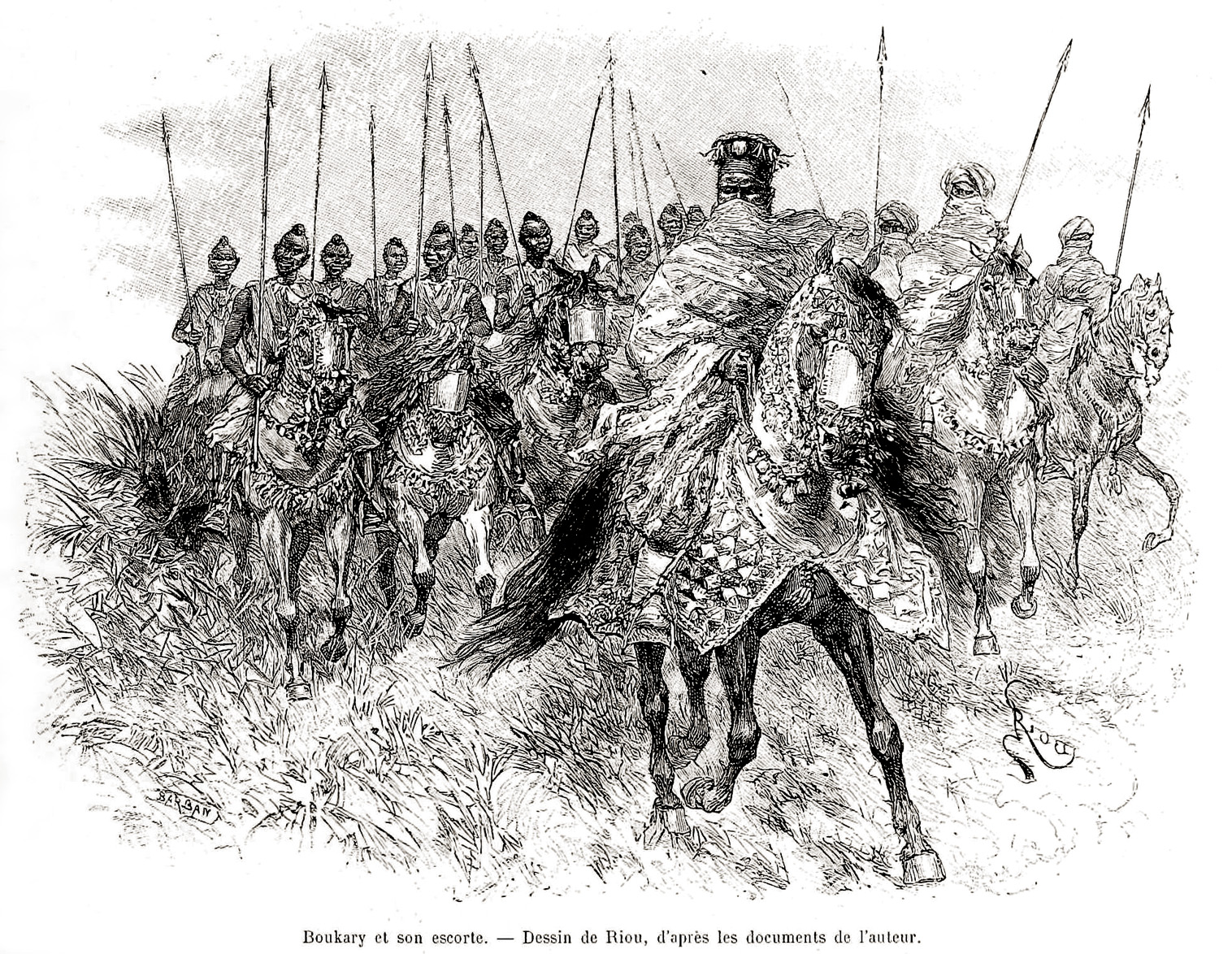
سواران تندروی موسی زمانی بر مناطق وسیعی از بورکینافاسوی امروزی تسلط داشتند.

حکومت فرانسه بر جامعه موسی تأثیر گذاشت و قدرت امپراتور موسی، موگو نعبا، را تضعیف کرد. با وجود استعمار، فرانسه به موگو نعبا اختیاراتی بر قوم موسی داد. امروزه برای تصمیمات حیاتی، به‌ویژه تصمیماتی که بر سرنوشت جامعه تأثیر می‌گذارند، با او مشورت می‌شود. دو رویداد بزرگ بر وضعیت موگو نعبا در طول استعمار تأثیر گذاشته است:
- در طول مرحله اولیه تهاجم فرانسه، او به پادشاهی مامپروسی که موسی‌ها همیشه با آن روابط برادرانه داشته‌اند، عقب‌نشینی کرد.
- در سال ۱۸۹۶، مگو نعبا تحت‌الحمایه فرانسه شدند.

قوم موسی و چندین قوم دیگر نقش مهمی در ارتش فرانسه در طول جنگ جهانی دوم ایفا کردند. آنها بخشی از سپاه سربازان فرانسوی غرب آفریقا را تشکیل می‌دادند که در زبان فرانسوی با نام Tirailleurs Sénégalais شناخته می‌شوند.

## طبقه‌بندی جامعه موسی

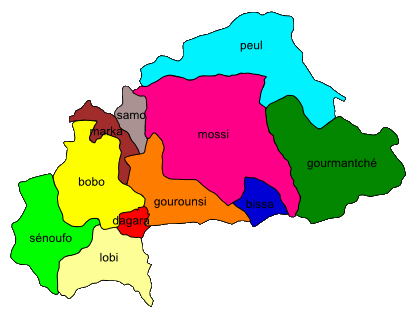
نقشه بورکینافاسو؛ مردم موسی عمدتاً در ناحیه صورتی قرار دارند.

مردم موسی جامعه خود را در یک فرایند سلسله مراتبی اولیه سازماندهی کرده‌اند که در آن خانواده و دولت عناصر کلیدی هستند. مردم موسی بسیار متنوع هستند. هنگامی که سوارکاران از جنوب حمله کردند، یک طبقه سیاسی یا حاکم به نام ناکومسه (به معنی آواز ناکوآمبگا) و یک طبقه معنوی به نام تنگابیسی ایجاد کردند. همه رؤسا از طبقه حاکم هستند. تنگابیسی‌ها شامل سایا (آهنگران)، نیونیوسه (کشاورزان)، یارسه (بافندگان و بازرگانان) و دیگران می‌شوند.
ریشه‌های قوم نیونیوسه متنوع است: در شمال، اجداد آنها دوگون و کورومبا بودند، در جنوب غربی اجداد آنها للا، نونا، سیسالا و دیگران بودند، و در شرق دور گورمانچه بودند. این مردم در حدود سال ۱۵۰۰ میلادی در قومیت جدیدی به نام موسی متحد شدند.
توصیف «قبیله نیونیوسه» یا «هنر نیونیوسه» اشتباه است، زیرا نیونیوسه‌ها خارج از جامعه موسی وجود ندارند، همه نیونیوسه‌ها موسی هستند. درعین‌حال، همه بخش‌های جامعه موسی ازنظر فرهنگی یکسان نیستند، زیرا تفاوت‌های بین ناکومسه و تنگابیسی قابل توجه است؛ فقط تنگابیسی‌ها از ماسک استفاده می‌کنند و فقط ناکومسه‌ها در زمینه جشن‌های سیاسی از مجسمه‌ها استفاده می‌کنند. ناکومسه‌ها طبقه سیاسی و تنگابیسی‌ها طبقه معنوی هستند.

### موگو نعبا و ناکومسه
بالاترین مقام در جامعه موسی متعلق به موگو نعبا است که قدرت اجرایی به او داده می‌شود. نقش موگو نعبا حکومت بر کل جمعیت و محافظت از پادشاهی است. امروزه او در وآگادوگو، پایتخت تاریخی امپراتوری موسی و پایتخت فعلی بورکینافاسو، زندگی می‌کند. اگرچه پویایی سیاسی کشور تغییر کرده است، موگو نعابا توسط مردمش به رسمیت شناخته می‌شود و از اقتدار قابل توجهی برخوردار است.

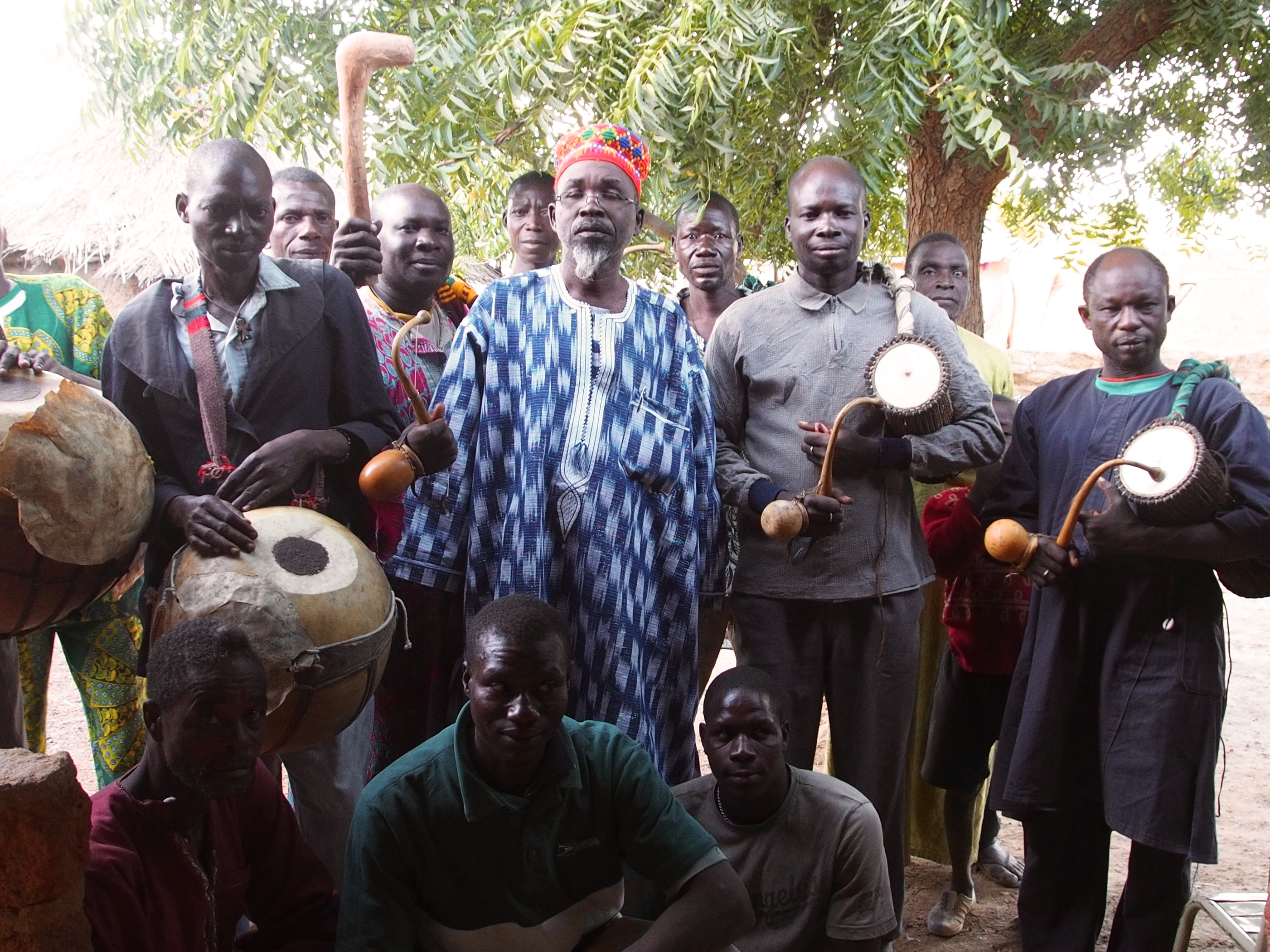
نعبا زومب ووبگو، آندمتنگا

پس‌از موگو نعبا، اشراف ناکومسه («مردم قدرت»؛ به‌صورت عامیانه ناکوآمبگا) قرار دارند که همگی از خانواده موگو نعبا هستند، چه برادر، خواهر، پسرعمو یا اقوام دیگر. همه بزرگان از خانواده موگو نعبا می‌آیند. ناکومسه‌ها اغلب در پادشاهی به‌عنوان فرمانداری به سرزمین‌هایی اختصاص داده می‌شوند و به نام موگو نعبا حکومت می‌کنند. مانند گذشته، موگو نعبا برای اعمال کامل قدرت خود به حمایت «باستانی‌ها»، یعنی رعایای نیون-نیون (یا گنون-گنون-سسه) خود نیاز دارد. نیون-نیون‌ها مردمی هستند که قبل از موسی‌ها در مناطق تحت کنترل موسی زندگی می‌کردند.
جامعه موسی به‌صورت به دو بخش اصلی تقسیم می‌شود: نوادگان سوارکارانی که بر مردمان فلات موسی غلبه کردند، ناکومسه نامیده می‌شوند و همه موسی نپاها (پادشاهان) منحصراً از طبقه ناکومسه می‌آیند. این افراد از تندیس‌ها به‌عنوان هنر سیاسی برای اعتبار بخشیدن به حکومت خود بر مردمانی که فتح کرده‌اند، استفاده می‌کنند. نوادگان مردمان کشاورز باستانی که از آغاز زمان این سرزمین را اشغال کرده بودند و به حق اشغال اولیه، صاحبان زمین بودند و هستند، تنگابیسی «مردم زمین» نامیده می‌شوند. این تنگابیسی‌ها را می‌توان بیشتر به گروه‌های آهنگران (سایا)، گروه‌های تاجران (یارس) و از همه مهم‌تر، گروه‌های کشاورزان (نیونیوسه) تقسیم کرد. به‌طور کلی، آهنگران و تاجران از ماسک استفاده نمی‌کنند، اما نیونیوسه‌ها سازندگان و استفاده‌کنندگان اصلی ماسک در جامعه موسی هستند.

### صنعتگران و شهروندان عادی

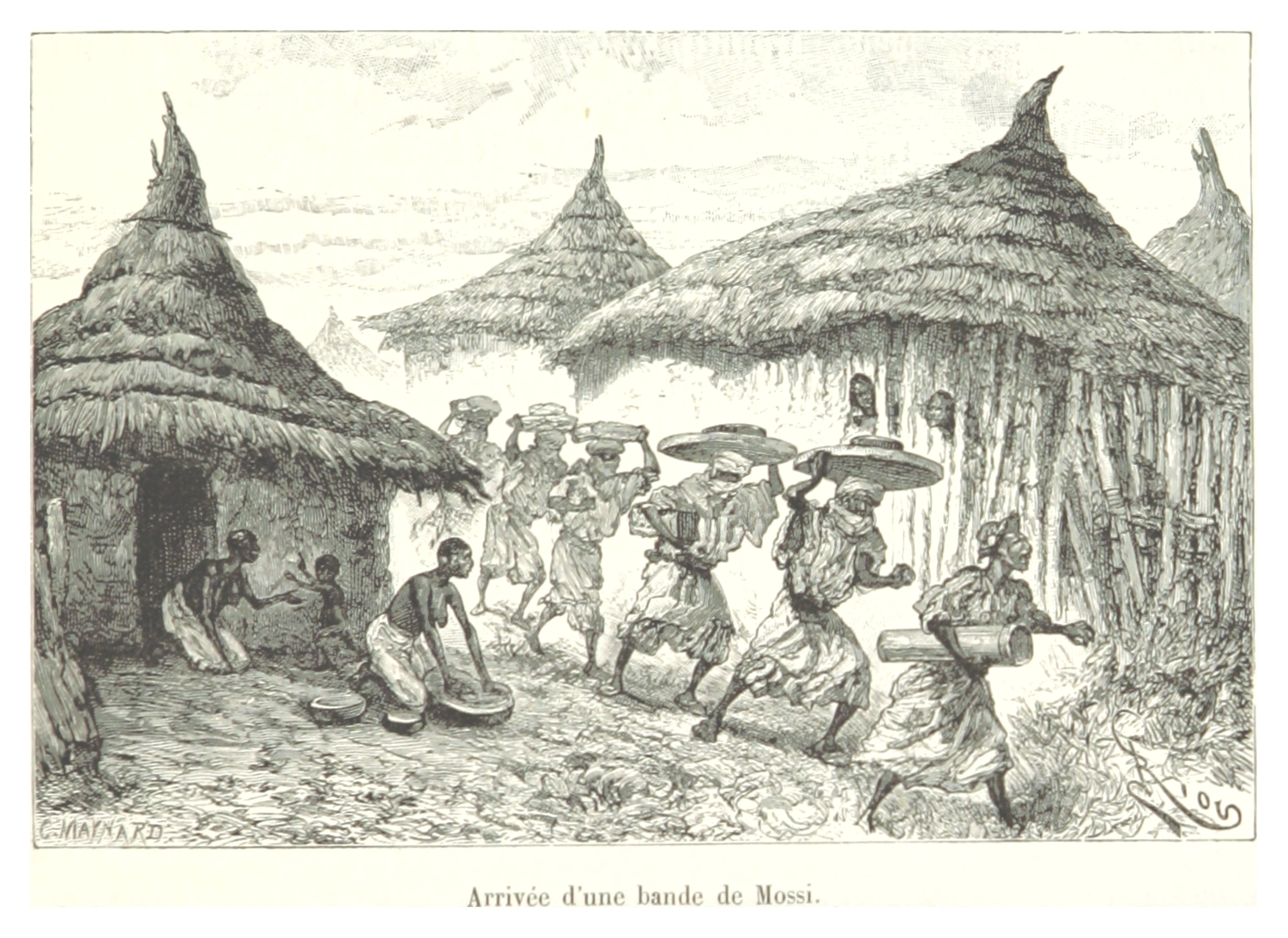
گروهی از موسی، ۱۸۹۲

آنها بخش بزرگتری از جمعیت را تشکیل می‌دهند و همگی تابع امپراتور هستند. این دو گروه عموماً با هم ادغام شده‌اند اما دارای زیربخش‌های داخلی هستند که هر کدام خانواده حاکم خود را دارند؛ آنها مراسم و سایر رویدادهای مهم را اجرا می‌کنند. مردم موسی اغلب با گروه‌ها هویت پیدا می‌کنند؛ از این رو، در تمام سطوح، سلسله‌مراتب در جامعه موسی وجود دارد. در زندگی روزمره، سلسله‌مراتب خانوادگی از همه مهم‌تر است
«موگونابا» اصطلاحی بود که به لئون فربنیوس گفته شد، اصطلاح مناسبی برای امپراتور موسی در واگادوگو، زمانی که در سال‌های ۱۹۰۴–۱۹۰۶ از این کشور بازدید کرد. گزارش او یکی از معدود گزارش‌های بی‌طرفانه در آفریقا است، او دربار را بسیار شبیه به دربار اروپایی توصیف می‌کند که اشراف در آن بر سر تجارت، قدرت و صنعت دسیسه می‌کردند. این گزارش باعث ناباوری در اروپا شد، زیرا هیچ منبع اروپایی هرگز آفریقایی‌ها را ازنظر اجتماعی مانند اروپایی‌ها ندانسته بود. فقدان نژادپرستی در گزارش فروبنیوس، دابلیو. ئی. بی. دیو بویس به نوشته‌های دیگر فروبنیوس در مورد آفریقا علاقه‌مند کرد. ترجمه انگلیسی کتاب «صدای آفریقا» توسط رودولف بلیند، که توسط هاچینسون و شرکا منتشر شده بود، حاوی برخی نظرات نژادپرستانه بود که او آن را برای مطابقت با حساسیت‌های انگلیسی ضروری می‌دانست - در غیر این صورت او معتقد بود که هیچ انگلیسی این کتاب را واقع‌بینانه نمی‌داند.
در دهه ۱۹۶۰، مورخ الیوت پی. اسکینر، سهم مهمی در این زمینه داشت. او در کتاب «موسی ولتای علیا: توسعه سیاسی مردم سودان» به تفصیل دربارهٔ پیچیدگی نظام‌های سیاسی موسی نوشت. این در زمانی بود که بسیاری از کشورهای آفریقایی درحال استقلال بودند و اسکینر این نکته را مطرح کرد که مردم آفریقا به وضوح واجد شرایط حکومت بر خود هستند.

## زبان و ارزش‌های فرهنگی
هویت و ارزش‌های گروهی در قوم موسی و در تضاد با سایر گروه‌های قومی، پیش‌از هر چیز به زبان گره خورده است.

### زبان موسی
قوم موس به زبان مور، از گروه زبان‌های اوتی-ولتای غربی، زیرگروه شمال غربی، صحبت می‌کنند. این زبان در بورکینافاسو، غنا و ساحل عاج صحبت می‌شود. این گروه زبانی بخشی از یک گروه بزرگتر به نام زبان‌های گور است که متعلق به خانواده نیجر-کنگو است. در این زبان، چندین گویش وجود دارد که عمدتاً براساس منطقه هستند. به‌عنوان مثال، گویشی در استان یاتنگا (اوهایویا) صحبت می‌شود، گویش متمایز دیگری در منطقه شمالی، گویش سومی در جنوب شرقی در کوپلا، متفاوت از گویش چهارمی در همان منطقه به نام تنکودوگو. با وجود این تفاوت‌های منطقه‌ای، گویش‌ها برای یکدیگر قابل فهم هستند.

### ارزش‌های فرهنگی
طبق توضیحات ماری تاپسوبا، رایزن فرهنگی سابق سفارت بورکینافاسو در سنگال و موسی، فرهنگ موسی را می‌توان به چهار ارزش اصلی که مشخصه این گروه قومی است تقسیم کرد.

#### نگرش نسبت به اجداد
اعتقاد بر این است که اجداد به دنیای بهتری رسیده‌اند که از آنجا می‌توانند بر زندگی روی زمین تأثیر بگذارند. آنها می‌توانند بسته به رفتارشان به فرزندان خود کمک یا آنها را مجازات کنند. اجداد همچنین داورانی هستند که قدرت اجازه ورود به یک فرزند به «معبد اجداد» دارند. اگر یکی از اجداد از ورود او جلوگیری کند، روح فرد طرد شده محکوم به فرار تصادفی برای همیشه می‌شود. به‌دلیل این باورها، موسی‌ها به اجداد خود یا به سرزمین سوگند یاد می‌کند. وقتی آنها این کار را انجام می‌دهند (که فقط در شرایط بحرانی اتفاق می‌افتد)، این چیزی بیش‌از نماد است - این فراخوانی برای عدالت قریب‌الوقوع است.

#### زمین
زمین با اجداد مرتبط است و مسیری است که می‌توان ازطریق آن به اجداد دسترسی پیدا کرد. حتی امروزه، این مفهوم در اندیشه موسی، ارزش منحصربه‌فردی به زمین می‌دهد. زمین چیزی فراتر از خاک ساده در نظر گرفته می‌شود و بُعدی معنوی دارد. زندگی یک موسی به زمین او بستگی دارد و برای سکونت خانواده ضروری است.

#### خانواده
خانواده یک عنصر فرهنگی اساسی در قوم موسی است که برای جمع‌گرایی ارزش زیادی قائلند. فردگرایی در فرهنگ سنتی موسی وجود ندارد: اعمال و رفتارهای فرد همیشه به‌عنوان ویژگی‌های خانواده‌اش در نظر گرفته می‌شود. آنها همیشه باید برای انجام کاری از یک بزرگتر نظرخواهی کنند. در نتیجه، از همه انتظار می‌رود که به نام خانواده خود عمل کنند؛ بنابراین، خانواده کوچک‌ترین نهاد در جامعه موسی است. میراث ازطریق پدر به پسرانش منتقل می‌شود. بااین‌حال، وقتی مردی پسری ندارد، زنان می‌توانند از شوهران و حتی از پدر خود ارث ببرند.

#### سلسله‌مراتب
سلسله‌مراتب یک مفهوم اساسی برای قوم موسی است و در فرهنگ آنها فراگیر است. خانواده مانند یک پادشاهی با پادشاه خود سازماندهی شده است.

## تعطیلات و رویدادهای سنتی و فرهنگی

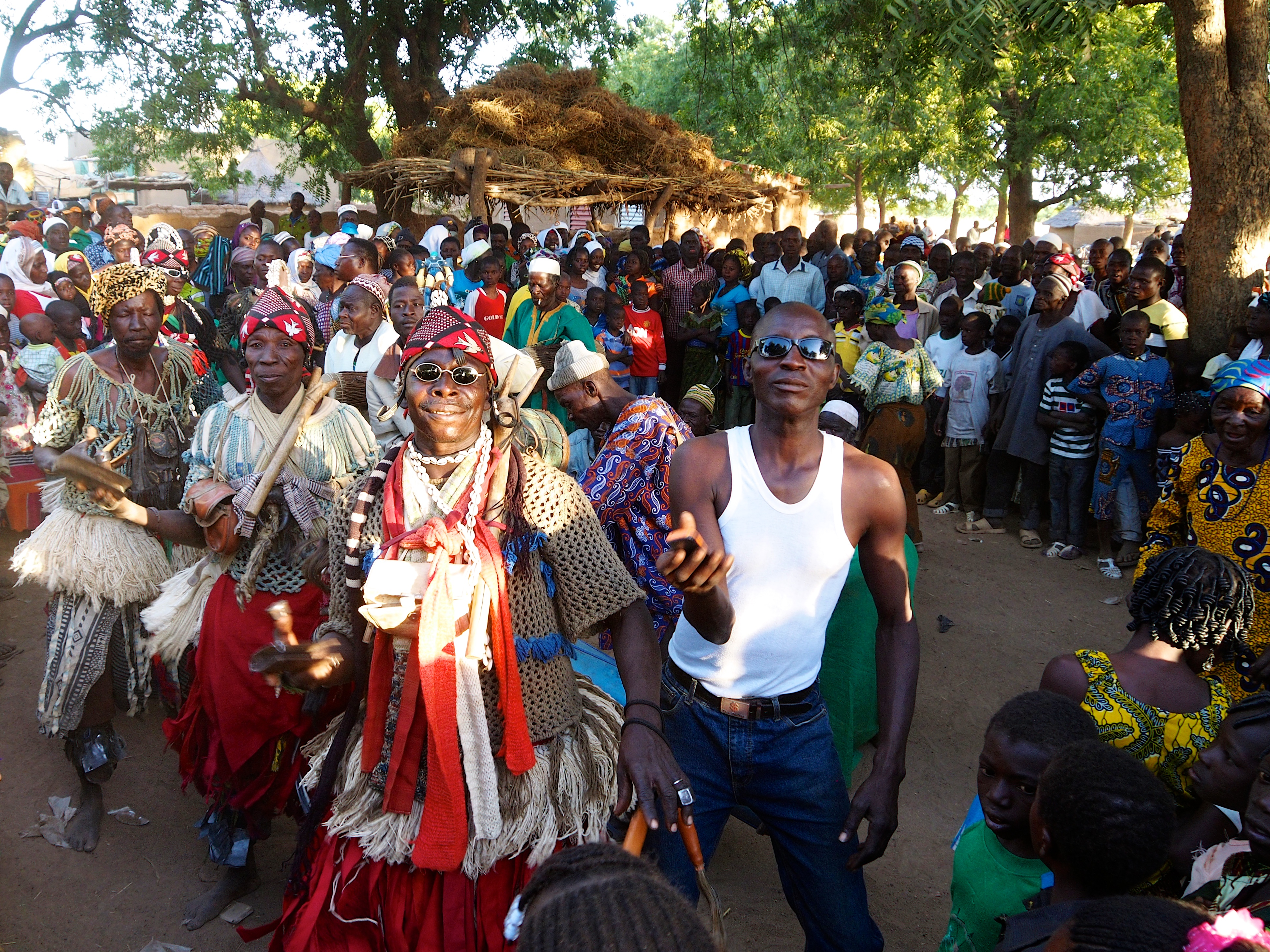
گروه رقص آندمتنگا در مراسم ناکوبو نعبا زامب در استان کوریتنگا، بورکینافاسو

مراسم و جشن‌ها زندگی مردم موسی را سرعت می‌بخشند و هر جشن ویژگی‌های خاص خود را دارد. ازطریق آنها، جامعه، شادی یا رنج خود را ابراز می‌کند، یا صرفاً وظایف خود را در قبال یاد اجداد انجام می‌دهد.

### دربار موگو نعبا
مراسم جمعه دربار مورو نعبا از رویدادی سرچشمه می‌گیرد که در آن خواهر مورو نعابا به شمال، به سرزمین یادگا، پادشاهی به نام یاتنگا، گریخت. او هنگام فرار به شمال، تمام طلسم‌های قدرت یا «نام» را با خود حمل می‌کرد. مورو نعابا باید تصمیم می‌گرفت که آیا او را دنبال کند و اشیاء قدرت مقدس خود را پس بگیرد یا در آنجا بماند و بر مردمش حکومت کند. او سه بار قصر خود را ترک کرد تا سوار بر اسب سفید شود و سه بار دیگر به قصر بازگشت. درنهایت او خواهرش را تعقیب نکرد و تا به امروز پادشاهان یاتنگا ادعا می‌کنند که قدرت حکومت موسی را در دست دارند.
بخش سیاسی جامعه موسی، ناکومسه (به معنی ناکومبا)، از هنر برای اعتبار بخشیدن به حکومت خود استفاده می‌کنند. افسار، زین، رکاب و سایر اشیاء مرتبط با اسب بسیار مهم هستند. علاوه‌بر این، روسای موسی از مجسمه‌های چوبی تراشیده شده برای نشان دادن اجداد سلطنتی خود استفاده می‌کنند. این مجسمه‌ها هر ساله در جشنواره‌های سلطنتی به نام نا پوسوم، زمانی که روسای هر خانواده در جامعه، وفاداری و بیعت خود را با رئیس قبیله تجدید می‌کنند، به نمایش گذاشته می‌شوند.

### ماسک‌های موسی

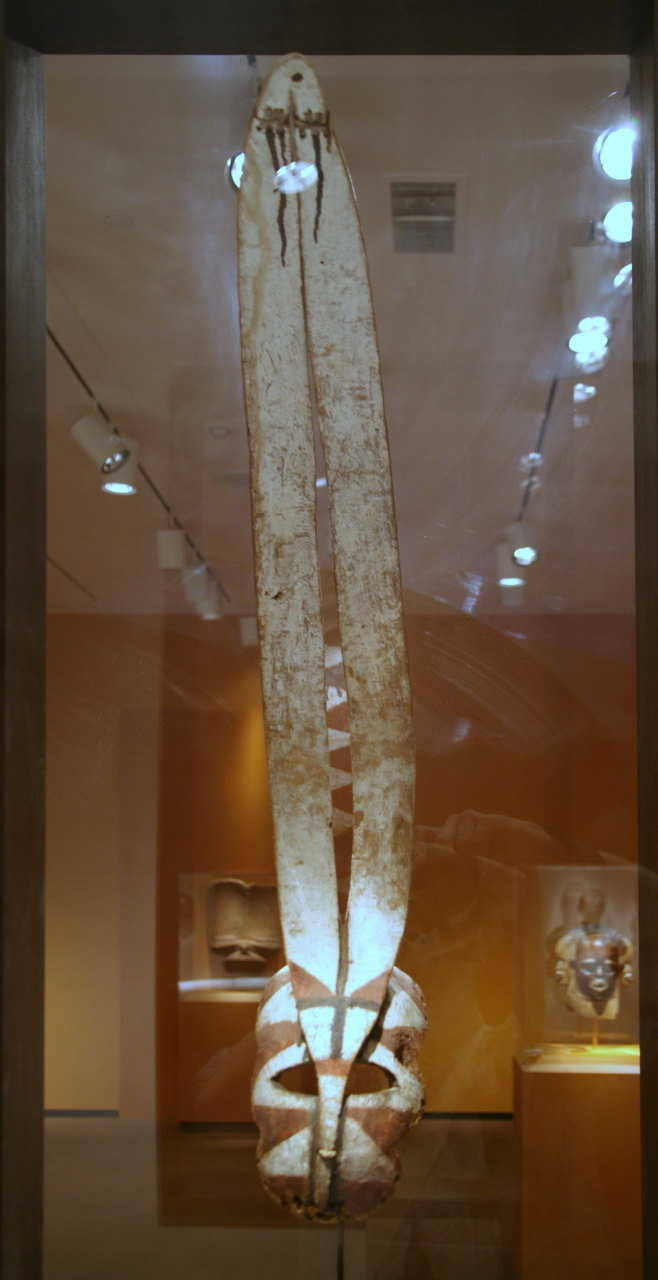
یک ماسک موسی

نیونیوسه‌ها (کشاورزان باستانی و بخش معنوی جامعه موسی) در مراسم و مناسک مذهبی خود از ماسک استفاده می‌کنند. ناکومسه‌ها (طبقه ارشد) از ماسک استفاده نمی‌کنند. استفاده از ماسک در مراسم تشرف و تشییع جنازه، امری معمول در بین تمام اقوام ولتایی یا گورزبان، ازجمله نیونیوسه‌ها، للاها، وینیاماها، نوناها، بواباها و دوگون‌ها است. ماسک‌ها در مراسم تدفین ظاهر می‌شوند تا از طرف اجداد، انجام صحیح مراسم را مشاهده کنند. آنها در مراسم تشییع جنازه یا یادبود که در فواصل منظم طی چند سال پس‌از فوت یک بزرگتر برگزار می‌شود، ظاهر می‌شوند. ماسک‌ها برای احترام به متوفی و تأیید اینکه روح متوفی شایسته ورود به دنیای اجداد است، استفاده می‌شوند. بدون مراسم تشییع جنازه مناسب، روح در نزدیکی خانه باقی می‌ماند و برای فرزندانش مشکل ایجاد می‌کند.
ماسک‌ها از چوب کابوک، کاپوکیر مصنوعی، تراشیده می‌شوند. آن‌ها در سه سبک اصلی تراشیده می‌شوند که با سبک‌های مردم باستانی که در سال ۱۵۰۰ توسط ناکومسه مهاجم فتح شدند و در جامعه جدید موسی ادغام شدند، مطابقت دارد:
- در شمال، ماسک‌ها تخته‌های عمودی با سطح گرد مقعر یا محدب هستند.[۱۳]
- در جنوب غربی، ماسک‌ها حیواناتی مانند بز کوهی، گاومیش بوته‌ای و موجودات عجیب را نشان می‌دهند و به رنگ‌های قرمز، سفید و سیاه رنگ‌آمیزی شده‌اند.
- در شرق، در اطراف بولسا،[۱۴] ماسک‌ها دارای پایه‌های بلندی در بالای صورت هستند که الیاف به آنها متصل است.

ماسک‌های زنانه دو جفت آینه گرد به جای چشم دارند؛ ماسک‌های کوچک که نمایانگر یالی (کودک) هستند، دو شاخ عمودی دارند. تمام ماسک‌های نیونیوس با لباس‌های ضخیمی که از الیاف کنف وحشی، کنف بری ساخته شده‌اند، پوشیده می‌شوند. در قدیم فقط نیونیوس‌های شمالی در یاتنگا و کایا و مردم شرقی اطراف بولسا اجازه می‌دادند که از ماسک‌هایشان عکس گرفته شود. مردم جنوب غربی عکاسی را ممنوع کردند زیرا با یابا سور، مسیر اجداد، مطابقت نداشت.
شخصیت‌های ماسک شامل بالینگا، زن فولانی؛ کاتره، کفتار؛ نیاکا، بز کوهی کوچک؛ وان پلگا، بز کوهی بزرگ و بسیاری دیگر می‌شوند. ماسک‌های هر سه منطقه در جشنواره‌های عمومی سالانه مانند نمایشگاه بین‌المللی هنر و صنایع دستی (Salon international de l'Artisanat de Ouagadougou یا SIAO)، هفته فرهنگ و شب‌های غیرمعمول کودوگو (Les Nuits Atypiques de Koudougou) به نمایش گذاشته می‌شوند. هر خانواده نیونیوز ماسک مخصوص به خود را دارد و تا به امروز وظیفه محافظت از ماسک‌ها را بر عهده دارند. ماسک‌ها بسیار مقدس هستند و پیوندی با ارواح اجداد و طبیعت محسوب می‌شوند.

## افراد سرشناس موسی
بلز کمپائوره، رئیس‌جمهور سابق بورکینافاسو از سال ۱۹۸۷ تا ۲۰۱۴
هوبرت ماگا، رئیس‌جمهور سابق بنین
جیرارد کانگو اوئدرائوگو، دولتمرد اهل بورکینافاسو
راک مارک کریستین کابوره، رئیس‌جمهور سابق بورکینافاسو
میشل کافاندو، سیاستمدار اهل بورکینافاسو
گاستون کابوره، کارگردان سینما
حبیب باموگو، بازیکن فوتبال
بسیرو کومپائوره، بازیکن فوتبال
ارنست ابوبکر کونگو، بازیکن فوتبال
ایسوفو دایو، بازیکن فوتبال
چارلز کابوره، بازیکن فوتبال
عیسی کابوره، بازیکن فوتبال
ناتانیو کومپائوره، بازیکن فوتبال
چیک کونگو، رزمی‌کار
اسماعیل کودو، بازیکن فوتبال
پاتریک مالو، بازیکن فوتبال
پرجوس ناکولما، بازیکن فوتبال
ایدریسا اودرائوگو، فیلمساز
یوسف اودرائوگو، نخست‌وزیر سابق بورکینافاسو
ژان-باپتیست ائودرائوگو، رئیس‌جمهور سابق بورکینافاسو
کدر دزیره اودراوگو، نخست‌وزیر سابق بورکینافاسو
فلورن روامبا، بازیکن فوتبال
جاناتان پیترویپا، بازیکن فوتبال
ایسوف پارو، بازیکن فوتبال
رابرت سانکارا، بازیکن فوتبال
توما سانکارا، رئیس‌جمهور سابق بورکینافاسو از سال ۱۹۸۳ تا ۱۹۸۷
ابوبکار ساواداگو، بازیکن فوتبال
یوسف سوسو، بازیکن فوتبال
عبدل تاپسوبا، بازیکن فوتبال
ادموند تاپسوبا، بازیکن فوتبال
سومایلا تاسمبدو، بازیکن فوتبال
الیاس تیندربئوگو، بازیکن فوتبال
استیو یاگو، بازیکن فوتبال
موریس یاموگو، رئیس‌جمهور سابق بورکینافاسو از سال ۱۹۶۰ تا ۱۹۶۶
آرتور زاگره، بازیکن فوتبال
اوگ فابریس زانگو، ورزشکار پرش سه‌گام
جاناتان زونگو، بازیکن فوتبال
یاکوبا آیزاک زیدا، افسر نظامی بورکینافاسو
ویلفرد بالیما، بازیکن فوتبال
ناصر جیگا، بازیکن فوتبال
اوسونی بودا، بازیکن فوتبال
ترتیوس زونگو، نخست‌وزیر سابق بورکینافاسو